# Beatriz Marta Escudero Berzal
Beatriz Marta Escudero Berzal (Segòvia, 17 de març de 1964) és una política espanyola, diputada pel Partit Popular al Congrés durant les X, XI i XII Legislatures.

## Biografia
Llicenciada en Dret pel Col·legi Universitari Domingo de Soto a Segòvia, actualment no exerceix l'advocacia. Entre 1990 i 1991 va ser jutgessa en el Jutjat social a Segòvia i entre 1995 i 2003 va ser magistrada suplent de l'Audiència Provincial de Segòvia. També entre 1995 i 2003 va ser professora de Dret en el Col·legi Universitari Domingo de Soto a Segòvia. Fins a febrer de 2016 va ser tutora de Dret en la Universitat Nacional d'Educació a Distància.
En l'àmbit polític, va ser regidora de Govern Interior i Personal a l'Ajuntament de Segòvia entre 1991 i 1995, on també va exercir com a portaveu del Grup Popular municipal entre 2007 i 2011. Va ser Directora General de la Funció Pública de Castella i Lleó entre 2003 i 2007. Senadora per Segòvia durant la IX Legislatura, ha estat diputada al Congrés durant les X, XI i XII Legislatures.